# Џон ван’т Схип
Џон ван’т Схип (хол. John van 't Schip; рођен 30. децембра 1963) холандски је фудбалски тренер и бивши фудбалер.

## Играчка каријера
Играо је на позицији везног играча. Наступао је за холандског великана Ајакса из Амстердама у периоду од 1981. до 1992. године. Са клубом је освојио четири титуле првака и три пута куп Холандије. У европским такмичењима освојио је по једном Куп УЕФА и Куп победника купова. Био је члан репрезентације Холандије која је победила на Европском првенству 1988. у Западној Немачкој. Играчку каријеру је завршио у италијанској Ђенови 1996. године.

## Тренерска каријера
После завршене играчке каријере постао је тренер омладинског тима Ајакса. Од 2001. до 2002. године био је помоћник Ко Адријанса у Ајаксу, али након његовог отпуштања, Џон је такође напустио клуб и постао главни тренер Твентеа. Године 2002. Схип се вратио у амстердамски клуб и водио резервни тим Ајакса. Од 2004. до 2008. године био је помоћник главног тренера у холандској репрезентацији.
У октобру 2009. године водио је аустралијски клуб Мелбурн Харт, који је основан тек 2008. године. У сезони 2010/11. Мелбурн Харт (од 2014. - Мелбурн сити) први пут је био учесник највишег ранга аустралијског првенства. У каријери је још тренирао Гвадалахару и Зволе.
Крајем јула 2019, грчки фудбалски савез га је поставио на место селектора репрезентације Грчке.

## Трофеји

### Играч
Ајакс
- Ередивизија: 1981/82, 1982/83, 1984/85, 1989/90.
- Куп Холандије: 1982/83, 1985/86, 1986/87.
- Куп победника купова: 1986/87.
- Куп УЕФА: 1991/92.

Ђенова
- Англо-Италијански куп: 1995/96.

Холандија
- Европско првенство: 1988.

### Тренер
Мелбурн сити
- ФФА куп: 2016.